# کارتاشیوفکا
کارتاشیوفکا (انگلیسی: Kartashyovka) یک شهرک در بخش پروخوروفسکی استان بلگورود کشور روسیه است.